# Prosoplus ochraceomarmoratus
Prosoplus ochraceomarmoratus là một loài bọ cánh cứng trong họ Cerambycidae.